# 大植英次
大植英次（日语：／ Ooue Eiji，1956年10月3日—）是一位日本指揮家。
大植英次於1956年10月3日出生於廣島市佐伯區。四歲開始學習鋼琴，亦曾學習定音鼓、長號與長笛等多種樂器。後來進入桐朋學園大學跟隨日本著名音樂家齋藤秀雄學習指揮。1978年，大植英次受指揮家小澤征爾的邀請前往美國坦格伍德音樂中心學習，並在那裏結識著名的指揮家雷納德·伯恩斯坦。1980年，大植英次榮獲坦格伍德－庫塞維茲基獎，稍後亦追隨伯恩斯坦進入洛杉磯愛樂學院繼續深造。
大植英次於1982年成為大波士頓青年交響樂團的音樂總監，並持續擔任該職務至1989年為止。1990年至1995年間，他出任伊利愛樂交響樂團音樂總監與水牛城愛樂管弦樂團助理指揮；1995年至2002年間再任明尼苏达管弦乐团音樂總監。1997年至2003年，大植英次擔任於美國懷俄明州提頓縣舉辦的大提頓音樂節的音樂總監。 
1997年，大植英次在隨北德廣播漢諾威交響樂團巡迴演出後於翌年獲指派為該樂團總指揮；2003年出任大阪愛樂交響樂團總指揮。大植英次在2005年的拜魯特音樂節上指揮演出歌劇《崔斯坦與伊索德》後廣為人知。2006年9月，他成為巴塞隆納與加泰隆尼亞國家交響樂團指揮，並於2010年卸任。
商業錄製方面，大植英次分別與瑞典廣播交響樂團與美國小提琴家希拉蕊·哈恩合作演出了義大利作曲家尼可羅·帕格尼尼的《1號小提琴協奏曲》與德國作曲家路易斯·施波爾的《第八號小提琴協奏曲》，均由德意志留聲機公司發行。
自2000年起，大植英次亦持續擔任漢諾威音樂藝術大學的教授。

## 外部連結
- Eiji Oue biography
- IMG Artists agency biography（页面存档备份，存于）

| 文化職務        | 文化職務                           | 文化職務        |
| --------------- | ---------------------------------- | --------------- |
| 前任： 朝比奈隆 | 大阪愛樂交響樂團音樂總監 2003-2014 | 繼任： 尾高忠明 |